# 雪見紗弥
雪見 紗弥（ゆきみ さや、1988年12月1日 - ）は、日本のAV女優。

## 略歴
- 2006年にAVデビュー。
- 2007年にシャイ企画専属女優になる。
- 2010年3月22日に新宿ニューアートにて1日限りのストリップ出演。

## 作品

### アダルトビデオ
| 作品タイトル                                                                                            | 発売日         | メーカー                                | 備考           |
| --- | -------------- | --------------------------------------- | -------------- |
| 街行くお嬢さん・奥さん突然ですが!!「当社が開発したおとなのおもちゃのモニターになっていただけませんか?」 | 2006年12月12日 | おとな玩具愛好会                        | オムニバス作品 |
| &Fashion 38 Saya 18歳 家事手伝い                                                                        | 2006年12月29日 | ゴーゴーズ                              |                |
| いい女は即ピストン 6 君、オナニーしながら自分のアソコ見たことある?                                      | 2006年12月31日 | アテナ映像                              | オムニバス作品 |
| バストアップ豊胸術 女性専用ビューティーサロン                                                           | 2007年1月5日   | V&Rプロダクツ                           | オムニバス作品 |
| ハメられた!AVプロダクションの美人マネージャー!! 3                                                       | 2007年1月18日  | ディープス                              |                |
| 和服妻の柔肌 5 義母                                                                                     | 2007年1月31日  | アテナ映像                              | オムニバス作品 |
| 妹は極上美少女で僕のいいなり。                                                                          | 2007年2月1日   | ワンズファクトリー                      |                |
| セクハラ 2 いい眺めだ じっくり楽しませてもらうよ                                                        | 2007年2月21日  | アテナ映像                              | オムニバス作品 |
| ド素人おもいっきり生電マ 14                                                                             | 2007年2月22日  | ナチュラルハイ                          | オムニバス作品 |
| 萌え萌え巫女娘。2                                                                                       | 2007年2月23日  | シャイ企画                              | オムニバス作品 |
| LOVELY*01 SAYA                                                                                          | 2007年3月3日   | ハマジム                                |                |
| 街で見つけた素人ギャルを調子にのって中出し輪姦しちゃいました 4                                          | 2007年3月8日   | ヒビノ                                  | オムニバス作品 |
| 街角素人娘 新ハメちゃうのは誰だ!! VOL.7                                                                 | 2007年4月5日   | ヒビノ                                  | オムニバス作品 |
| SA-YA STYLE                                                                                             | 2007年6月22日  | シャイ企画                              |                |
| キュートなハニカミ2 さや                                                                                | 2007年7月?日   | ベルゴンゾッソ                          |                |
| NATURAL HIGH                                                                                            | 2007年7月27日  | シャイ企画                              |                |
| SAYA＠TV                                                                                                | 2007年8月31日  | シャイ企画                              |                |
| SAYA イカせ                                                                                             | 2007年9月28日  | シャイ企画                              |                |
| イカせ MAX                                                                                              | 2007年10月31日 | シャイ企画                              |                |
| SAYA×MIYU                                                                                               | 2007年11月22日 | シャイ企画                              |                |
| 紗弥☆遊戯                                                                                               | 2007年12月21日 | シャイ企画                              |                |
| EROTICにぶっかけて                                                                                      | 2008年1月31日  | シャイ企画                              |                |
| CRYSTAL ANGELS 美乳若妻EX                                                                               | 2008年2月22日  | クリスタル映像                          | オムニバス作品 |
| 犯されて感じちゃう…変なの、私                                                                           | 2008年2月29日  | シャイ企画                              |                |
| KA・RA・MI                                                                                              | 2008年3月19日  | シャイ企画                              |                |
| 雪見紗弥はアナタのいいなり奥さん                                                                        | 2008年6月5日   | アイエナジー                            |                |
| 新任女教師 中出し20連発                                                                                 | 2008年7月4日   | アイエナジー                            |                |
| Tokyo流儀 64                                                                                            | 2008年8月1日   | プレステージ                            |                |
| Can College 25                                                                                          | 2008年9月11日  | プレステージ                            |                |
| 絶対、声だしちゃダメ!!!                                                                                 | 2008年9月15日  | ワープエンタテインメント                |                |
| 現役OLの裏バイト 03                                                                                     | 2008年9月19日  | S級素人                                 |                |
| 雌女anthology ＃062 女の口は嘘をつく。                                                                  | 2008年10月3日  | アウダースジャパン                      |                |
| 家庭教師 誘惑TEMPTATION                                                                                 | 2008年10月7日  | BeFree                                  |                |
| しばられたい わたし、ただのオモチャで、いいんです。                                                     | 2008年10月15日 | ドリームチケット                        |                |
| CFNM◆働くお姉さん                                                                                       | 2008年10月15日 | ワープエンタテインメント                | オムニバス作品 |
| 癒らし。VOL.53                                                                                          | 2008年11月7日  | アウダースジャパン                      |                |
| このオンナ、淫乱です 04                                                                                 | 2008年11月7日  | S級素人                                 |                |
| イキまくり懺悔 〜捕らわれた女スパイ〜                                                                   | 2008年12月19日 | レアル・ワークス                        |                |
| イク時は泣き顔!                                                                                         | 2008年12月19日 | 乱丸                                    |                |
| いいなりレンタル妻                                                                                      | 2009年1月1日   | グローリークエスト                      |                |
| 生中出し 新入女子社員 3                                                                                 | 2009年1月16日  | メディアステーション                    | オムニバス作品 |
| 生撮りスイッチ×雪見紗弥 1                                                                               | 2009年1月23日  | プレステージ                            |                |
| 素人AneギャルHEAVEN 4時間 4                                                                             | 2009年1月27日  | おかず。                                | オムニバス作品 |
| M・ザーメン・トランス                                                                                   | 2009年2月5日   | ワープエンタテインメント                |                |
| memories 〜女子校生とビデオ日記〜                                                                       | 2009年2月7日   | BeFree                                  |                |
| キミとドコカへ [再会]                                                                                   | 2009年2月7日   | BeFree                                  |                |
| 催眠 赤 DX 18 スーパーmc編                                                                              | 2009年2月20日  | アウダースジャパン                      |                |
| 催眠 赤 DX 18 ドキュメント編                                                                            | 2009年2月20日  | アウダースジャパン                      |                |
| 恋夜【ren-ya】                                                                                          | 2009年2月20日  | プレステージ                            |                |
| 素人若妻ナンパ中出し EVOLUTION 4時間 3                                                                  | 2009年2月27日  | おかず。                                | オムニバス作品 |
| 公開羞恥アクメLIVE                                                                                      | 2009年3月1日   | MOODYZ                                  |                |
| 青春エロドラマ オレのアネキとヤラないか?                                                                | 2009年3月5日   | グローリークエスト                      |                |
| 今まで頑なに出演を拒否していた、超絶美人女子社員がついに脱いだ!?人事部 仲村有紀                         | 2009年3月5日   | SODクリエイト                           |                |
| memories 〜女子大生とビデオ日記〜                                                                       | 2009年3月7日   | BeFree                                  |                |
| 気づけばいつも、アナル舐め                                                                              | 2009年3月15日  | ワープエンタテインメント                | オムニバス作品 |
| 全国の素人男性に膣を無料開放する元RQヤリマン子を初めての輪姦プレイへSODがご招待。                       | 2009年4月18日  | SODクリエイト                           |                |
| kawaii* kawaii girl 27                                                                                  | 2009年4月25日  | kawaii*                                 |                |
| 働くオンナ狩り ⑤ 【アナウンサー編】                                                                     | 2009年5月2日   | プレステージ                            |                |
| 雪見紗弥の「本当はエッチしたい女の子」を口説く方法教えてあげます。                                      | 2009年5月7日   | 人間考察                                |                |
| 援交＠一期一会 04 帰宅部 麻衣                                                                           | 2009年5月13日  | EROS HEARTS                             |                |
| 女子大生強制中出し インテリ女子大生に無理やり中出し                                                     | 2009年5月15日  | 隼エージェンシー                        | オムニバス作品 |
| 鬼イカセスペシャル SEX JUNKIE                                                                           | 2009年5月18日  | レアル・ワークス                        |                |
| 淫尻 | 2009年5月21日  | アキノリ                                |                |
| 文化系部活少女 家庭科部 さや                                                                            | 2009年5月23日  | ラマ                                    |                |
| ムチャぶり                                                                                              | 2009年6月4日   | グローリークエスト                      |                |
| S-Cute ex 29                                                                                            | 2009年6月5日   | S-Cute                                  | オムニバス作品 |
| 監禁調教 服従する5人の女たち                                                                            | 2009年6月15日  | 隼エージェンシー                        | オムニバス作品 |
| こだわりの手コキ4時間SP 12                                                                              | 2009年6月15日  | 隼エージェンシー                        | オムニバス作品 |
| 素人奥さん凌辱肉交 3 さや(24歳)                                                                         | 2009年6月18日  | サムシング                              |                |
| kira☆kira SPECIAL 援交☆乱交☆最高!!                                                                      | 2009年6月19日  | kira☆kira                               |                |
| AUTOMATIC 02                                                                                            | 2009年6月19日  | ケイ・エム・プロデュース                |                |
| DOROCOS                                                                                                 | 2009年6月19日  | 映天                                    |                |
| 特選!! S級素人ギャルコレクション 4時間 8                                                                | 2009年6月19日  | メディアステーション                    | オムニバス作品 |
| ぜ〜んぶ、ごっきゅん。                                                                                  | 2009年6月25日  | kawaii*                                 |                |
| じらすことから始まる愛撫と狂ったSEX                                                                     | 2009年7月1日   | ワンズファクトリー                      |                |
| イカセッぱっ! 犠牲者 雪見紗弥                                                                           | 2009年7月3日   | グレイズ                                |                |
| 禁じられたあえぎ声ファイル ③                                                                            | 2009年7月3日   | INAZUMA                                 |                |
| 女教師in… [脅迫スイートルーム] Teacher Saya（22）                                                       | 2009年7月15日  | ドリームチケット、DREAM TICKET VDD-037) |                |
| フェラコレ2009夏SP 30人のフェラジェンヌ                                                                 | 2009年7月15日  | 隼エージェンシーオムニバス作品          |                |
| 集団視姦                                                                                                | 2009年7月17日  | 映天                                    |                |
| 接吻しまくりベロベロSEX                                                                                 | 2009年(8月1日  | MOODYZ                                  |                |
| 競泳水着脚コキ イカせるまでイっちゃダメ!!                                                               | 2009年8月1日   | ワンズファクトリー                      | オムニバス作品 |
| 電流アクメ 3 〜勃起クリトリス電極責め〜                                                                 | 2009年8月6日   | ROCKET                                  |                |
| 痴女サミット 3                                                                                          | 2009年8月6日   | アキノリ                                |                |
| みるきいHi-スクール ＃181                                                                               | 2009年8月7日   | みるきぃぷりん♪                         |                |
| 全国美少女図鑑6 滋賀美少女さやちゃん                                                                    | 2009年8月15日  | ケー・トライブ                          |                |
| 一撃!!舌上発射 2                                                                                        | 2009年8月15日  | ワープエンタテインメン                  | オムニバス作品 |
| おねだり痴女 チ○コとザーメンをおねだりする5人の女たち                                                   | 2009年8月15日  | 隼エージェンシー                        | オムニバス作品 |
| フェラコレ 特別編 3時間まるごとWフェラ                                                                  | 2009年8月15日  | 隼エージェンシー                        | オムニバス作品 |
| 特選!!S級素人ギャルコレクション 2 Blu-ray Special                                                       | 2009年8月21日  | メディアステーション                    | オムニバス作品 |
| 挿入してほしいのを我慢しながらカメラ目線でオナニーさせられる女                                          | 2009年8月21日  | カオカコミュニケーション                | オムニバス作品 |
| kawaii*美少女25人のおねだりザーメン4時間                                                                | 2009年8月25日  | kawaii*                                 | オムニバス作品 |
| 集団視姦                                                                                                | 2009年8月28日  | 映天                                    |                |
| 禁じられたあえぎ声ファイル 3 雪見紗弥さんの巻                                                           | 2009年8月28日  | 映天                                    |                |
| ズボ入れマジイキ バイブオナニー                                                                         | 2009年9月1日   | ワンズファクトリー                      | オムニバス作品 |
| 催眠ドキュメント program：壊                                                                            | 2009年9月4日   | アウダースジャパン                      | オムニバス作品 |
| みるスポ! × ごっくん!                                                                                   | 2009年9月7日   | みるきぃぷりん♪                         |                |
| 人気女優たちを視姦する! 絶叫羞恥!強制エクスタシー4時間                                                  | 2009年9月13日  | MOODYZ                                  | オムニバス作品 |
| ふたなり×白い体液                                                                                       | 2009年9月13日  | MOODYZ                                  |                |
| ごっくん、命。 4時間                                                                                    | 2009年9月15日  | ワープエンタテインメント                | オムニバス作品 |
| モザイク一切無し!!丸見え全開!!! ぼくの子宮 雪見紗弥                                                     | 2009年9月15日  | グリッターフィルムズ                    |                |
| NON STOP ORGASM ポルチオエンドルフィン 雪見紗弥 狂喜失神                                                | 2009年9月18日  | クリスタル映像                          |                |
| Tokyo A・GE・HA 08                                                                                      | 2009年9月18日  | GLAY'z                                  |                |
| 励ましゴックン◆癒しのゴックン                                                                           | 2009年9月19日  | エムズビデオグループ                    |                |
| 世界で一番大きなチンポを持つ男のSEX                                                                     | 2009年9月19日  | ROOKIE                                  |                |
| BAZOOKA コレクション 2009                                                                               | 2009年9月25日  | メディアステーション                    | オムニバス作品 |
| 励パーフェクトセレクション                                                                              | 2009年9月25日  | レアル・ワーク                          |                |
| これが本当の鬼イカセだ！ 壮絶イラマチオ編                                                               | 2009年9月25日  | レアル・ワークス                        | オムニバス作品 |
| 女子アナに顔射！ VOL.4                                                                                  | 2009年10月8日  | ROCKET                                  | オムニバス作品 |
| 完全主観 やりすぎ学園生活                                                                               | 2009年10月8日  | アキノリ                                |                |
| 絶対領域 2nd impact Volume 12                                                                           | 2009年10月15日 | ケー・トライブ                          |                |
| CHARISMA☆HIGHSCHOOL GALS スペシャル 〜放課後は乱交で決まり!!〜                                          | 2009年10月19日 | kira☆kira                               |                |
| フェラチオ品評会                                                                                        | 2009年10月19日 | ROOKIE                                  |                |
| ぼくの子宮 雪見紗弥 モザイク一切無し!!丸見え全開!!!                                                     | 2009年10月20日 | グリッターフィルムズ                    |                |
| ものすごい失禁 vol.6                                                                                    | 2009年10月22日 | アイエナジー                            |                |
| 復活イカセ4時間                                                                                         | 2009年10月23日 | million                                 |                |
| 女子校生は顔射マニア!                                                                                   | 2009年10月25日 | ケイ・エム・プロデュース                |                |
| ローション漬け少女                                                                                      | 2009年10月25日 | しのだ                                  | オムニバス作品 |
| 目指せ!川崎! 素人千人斬り! 〜残り982人/1000人〜                                                         | 2009年11月4日  | チーム川崎                              | オムニバス作品 |
| M男クンのアパートの鍵、貸します。                                                                       | 2009年11月5日  | ワープエンタテインメント                |                |
| 雪見紗弥のソープしちゃうぞ                                                                              | 2009年11月6日  | クリスタル映像                          |                |
| OLのアフター7シリーズ 3 連続イラマチオで失神しそうになるOL 【消費者金融会社勤務2年目】                  | 2009年11月13日 | アップス                                |                |
| ローション漬けレズ                                                                                      | 2009年11月6日  | クリスタル映像                          |                |
| 女子校生ルーズソックス足コキ                                                                            | 2009年11月13日 | TMA                                     | オムニバス作品 |
| あの人には内緒だよ…                                                                                     | 2009年11月26日 | サムシング                              |                |
| 美乳女子校生肉壷扱い 02                                                                                 | 2009年11月28日 | ラマ                                    |                |
| S-Cute Premiere 03                                                                                      | 2009年12月3日  | S-Cute                                  | オムニバス作品 |
| 雪見紗弥のザ・筆おろし                                                                                  | 2009年12月4日  | クリスタル映像                          |                |
| 雪見紗弥のTVショッピング                                                                                | 2009年12月5日  | アキノリ                                |                |
| マジックミラー号であなたの通う大学へいきなり伺います                                                    | 2009年12月5日  | SODクリエイト                           |                |
| 超高級美少女レズ・ソープ嬢 プレミアム Vol.2                                                             | 2009年12月19日 | ディープス                              |                |
| もっと大淫乱 イグイグイグイグイグ大乱交                                                                 | 2009年12月19日 | 乱丸                                    |                |
| 鬼イカセスペシャル！ イカセ巌流島                                                                       | 2009年12月25日 | レアル・ワークス                        |                |
| 最強カリスマギャル生中出しスペシャル                                                                    | 2009年12月25日 | おかず。                                |                |
| 完全主観 一週間7股生活                                                                                  | 2010年1月7日   | アキノリ                                | オムニバス作品 |
| 快楽レズエステ 8                                                                                        | 2010年1月21日  | アキノリ                                |                |
| MOODYZファン感謝祭 バコバコバスツアー2010 ハイテンション大乱交天国!!                                    | 2010年2月1日   | MOODYZ                                  |                |
| 放課後ナンパ 〜某都内○校テニス部3人〜                                                                   | 2010年2月1日   | EROS HEARTS                             |                |
| 麻薬捜査官 ヤク漬け膣痙攣                                                                               | 2010年2月4日   | アイエナジー                            |                |
| 雪見紗弥の家庭教師でしようよ                                                                            | 2010年2月5日   | クリスタル映像                          |                |
| あなた、許して…。 欲情に流されて                                                                        | 2010年2月7日   | アタッカーズ                            |                |
| 雪見紗弥 ロングトークAV その涙一生忘れない（本編にはありません）                                        | 2010年2月10日  | FMC映像企画                             |                |
| フェラチオ！ザーメン！大好きな女たち                                                                    | 2010年2月25日  | 隼エージェンシー                        | オムニバス作品 |
| 女捜査官、堕ちるまで… THE END                                                                           | 2010年2月7日   | アタッカーズ                            |                |
| 今日はいっぱいエッチしよっ 01                                                                           | 2010年3月15日  | コージィ                                |                |
| 禁断介護                                                                                                | 2010年3月18日  | グローリークエスト                      |                |
| ソルトシャワー 熟若女のおしっこみせて Vol.4                                                             | 2010年3月19日  | ゲロニア/妄想族                         | オムニバス作品 |
| 乳首舐め殺し美女のフェラチオと精飲                                                                      | 2010年3月19日  | エムズビデオグループ                    |                |
| ノーパン・ハイスクール 2                                                                                | 2010年4月7日   | プレミアム                              |                |
| 私、本当はド淫乱痴女医なんです。                                                                        | 2010年4月7日   | 桃太郎映像出版                          |                |
| 雪見紗弥 お貸しします。                                                                                 | 2010年4月9日   | クリスタル映像                          |                |
| 卒業 其ノ壱。                                                                                           | 2010年4月10日  | プレステージ                            |                |
| 実録都市伝説 深夜に現れる痴女を検証取材 2                                                               | 2010年4月15日  | グローリークエスト                      | オムニバス作品 |
| 溢れだす美女の泉 〜敏感なおもらし受付嬢・紗弥〜                                                         | 2010年4月25日  | マドンナ                                |                |
| 裏バコバコバスツアー2010 本編未収録！鬼吸引フェラチオ天国!!                                             | 2010年5月1日   | MOODYZ                                  | オムニバス作品 |
| おマ●コのにおい VOL.2                                                                                   | 2010年5月13日  | サディスティックヴィレッジ              |                |
| 私の妻を痴漢して下さい 2                                                                                | 2010年5月13日  | ナチュラルハイ                          |                |
| レズビアン幼な妻                                                                                        | 2010年5月19日  | アンナと花子                            |                |
| 育成日記 妹の美乳 1                                                                                     | 2010年5月20日  | ケー・トライブ                          |                |
| 快楽女の手帳4                                                                                           | 2010年5月21日  | カオカコミュニケーション                |                |
| インテリ女子大生を犯して中出し                                                                          | 2010年6月15日  | 隼エージェンシー                        | オムニバス作品 |
| いもうとLOVE 7                                                                                          | 2010年6月15日  | ケー・トライブ                          |                |
| 近親スワップ 姉の性教育                                                                                 | 2010年6月15日  | STAR PARADISE                           |                |
| カラダ目当てで採用したOLをペット調教2                                                                   | 2010年6月18日  | ケー・トライブ                          | オムニバス作品 |
| THE ガチンコプロレズ4 潮!潮!潮!そしてリバース・ボストンクラブ                                           | 2010年6月24日  | サディスティックヴィレッジ              |                |
| 新人女優 服従オーディション                                                                             | 2010年7月7日   | アタッカーズ                            |                |
| ぼくの子宮 ぱっくりマンコ!! どアップSP 浴衣祭                                                           | 2010年7月10日  | グリッターフィルムズ                    | オムニバス作品 |
| 人妻の悲劇                                                                                              | 2010年7月16日  | なでしこ                                |                |
| レンタルAV女優                                                                                          | 2010年7月19日  | イエロー                                |                |
| スペレズ                                                                                                | 2010年7月19日  | エムズビデオグループ                    |                |
| ソルトシャワー 熟若女のおしっこみせて Vol.9                                                             | 2010年7月19日  | ゲロニア/妄想族                         | オムニバス作品 |
| 女の弱味に付け込んでヤっちゃった俺                                                                      | 2010年7月22日  | アキノリ                                | オムニバス作品 |
| 無類の鼻フェチ2                                                                                         | 2010年7月22日  | アキノリ                                | オムニバス作品 |
| ママのリアル性教育 3                                                                                    | 2010年7月25日  | グローリークエスト                      |                |
| あなたと出会って5秒でヌレちゃいました。今すぐ◆◆したいの♪                                                | 2010年8月5日   | アキノリ                                |                |
| 幻母 痴女母の息子喰い                                                                                   | 2010年8月1日   | マドンナ                                |                |
| エローいおネエさんが本気出しちゃうプライベートな交尾 さや(21)                                           | 2010年8月3日   | コージィ                                |                |
| 奴隷色のステージ 10                                                                                     | 2010年8月7日   | アタッカーズ                            |                |
| 真・雪村春樹大全集 5                                                                                    | 2010年8月20日  | カオカコミュニケーション                |                |
| 騙姦(だまかん) 人妻編 08                                                                                | 2010年8月24日  | ラストラス                              |                |
| 人妻奴隷市場 弐                                                                                         | 2010年8月25日  | マドンナ                                |                |
| 悪趣味な私は、ダメ男クンの言いなりペット                                                                | 2010年9月19日  | CROSS                                   |                |
| 腋舐めレズ 2                                                                                            | 2010年9月23日  | アキノリ                                | オムニバス作品 |
| 乱れる人妻                                                                                              | 2010年9月24日  | なでしこ                                |                |
| 実況！雪見紗弥の見ちゃって語ってヤッちゃって                                                            | 2010年9月25日  | Fantasista                              |                |
| 起きているのは俺と女友達だけ、周りには酔い潰れた友人たち、さてどうする?                                 | 2010年10月7日  | アキノリ                                | オムニバス作品 |
| 日本国民全裸の日7 痴女バージョン                                                                        | 2010年10月7日  | アキノリ                                | オムニバス作品 |
| 激イラマチオ5人共演180分SP                                                                              | 2010年10月13日 | MOODYZ                                  | オムニバス作品 |
| フェラコレ2010秋SP                                                                                      | 2010年10月25日 | 隼エージェンシー                        | オムニバス作品 |
| 東京FUNKY GALS EX 02                                                                                    | 2010年10月29日 | ピエロ                                  |                |
| バレないように彼女の親友とこっそりヤル! 3                                                               | 2010年11月4日  | アキノリ                                | オムニバス作品 |
| 高慢美女、炎上。 女社長、堕ちるまで…特別編                                                              | 2010年11月7日  | アタッカーズ                            |                |
| 大好き!!ドM!!                                                                                           | 2010年11月13日 | ミスター・インパクト                    |                |
| 絶頂家族 -浮気-                                                                                         | 2010年11月19日 | カオカコミュニケーション                |                |
| こだわりの手コキ 4時間SP 38人のハンドメイド 17                                                          | 2010年11月25日 | 隼エージェンシー                        | オムニバス作品 |
| 純愛レズビアン ON LIVE 02                                                                               | 2010年11月26日 | ピエロ                                  |                |
| 実況!雪見紗弥・伊東麻央・宮下まいの見ちゃって語ってヤっちゃって                                         | 2010年12月25日 | Fantasista                              |                |

### パソコンテレビ
- デラ☆エロパラ(GyaOジョッキー、2009年4月28日ゲスト出演)